# アンヘル (KOF)
アンヘル (Ángel) は、SNKの対戦型格闘ゲーム『ザ・キング・オブ・ファイターズ』シリーズに登場する架空の人物。

## キャラクター設定
『ザ・キング・オブ・ファイターズ』（以下『KOF』と表記）の第8作目である『KOF2001』（以下『2001』と表記）から登場する女性格闘家。
年齢は19歳。白に近い銀髪のショートカットの女性。グラマラスな体格で、性的な言動が多く、テンションも高い。服装はビキニ風の衣装の上にジャンパーとズボンタイプのチャップスのようなものを纏っている。
秘密犯罪組織ネスツに所属しているが、その自由奔放な振る舞いは今ひとつ組織の構成員としての自覚が感じられない。K'の抹殺を目的としてイグニスにより創造された改造人間であり、同じ立場であるK9999と行動を共にする。
ほとんどのキャラクターが何らかの格闘技かスポーツなどをもとに戦闘技術を確立しているのに対して、アンヘルの格闘スタイルは特定の格闘技に根ざしたものではない。
「アンヘル」とはスペイン語で「天使」の意味である。つづりは英語とほぼ同じだが、「a」または「A」は上部にアクセント記号を付けたもの（アクセント文字）を用いて「ángel」「Ángel」と表記する。
公式において体重は明記されていないが、「THE KING OF FIGHTERS '98 ULTIMATE MATCH Online」の「アンヘルXIV（『XIV』仕様のアンヘル）」のプロフィールには「150kg」と表記されている。

### 経歴
『2001』では途中でK9999と共にチームメイトのクーラ・ダイアモンドと上司のフォクシーを裏切り、エンディングでは海中に墜落していくネスツの本拠地をK9999と共に大暴れして、やりたい放題に破壊していた。その後はK9999と共に行方不明となる。『2001』のノベライズ小説の中でもK9999と共に行方不明となる。
『KOF2002』（以下『2002』と表記）ではスコア上でプレイヤーが初心者と見なされた場合、CPU戦の中ボスとして登場する（中級者ならK9999、上級者と見なされた場合はクーラ・ダイアモンド）。
PlayStation 2版『KOF NEOWAVE』（以下『NW』と表記）ではメイ・リーと共に追加キャラクターとして登場しているが、後発のXbox版『NW』ではこの2人は登場しない。しかし、『2002』のリメイク版である『KOF2002 UNLIMITED MATCH』（以下『2002UM』と表記）では2人とも参戦を果たしており、アンヘルの方は恋愛シミュレーション『Days of Memories 〜僕と彼女と古都の恋〜』にも登場している。
2016年に発売された『KOF XIV』（以下『XIV』と表記）ではK9999と別れ、ネスツを抜けたことで追われる身となって愛用のバイクで1人で各地を転々としていたことが明かされ、故郷のメキシコで資金作りのためにプロレス興行に参加したところでラモンの目に止まり共演するようになる。また、ネスツ所属時代より性格がまともになっている。
『KOF XV』においてクーラと共に、ネスツ関係者であるクローネンとチームを組む。なお、このチームのエンディングにおいて、クローネンがK9999と同一人物である事が明かされたため、この3人でチームを組むのは『2002』以来20年振りという事になる。

## 技の解説
彼女が使う技「アンチェイン」は操作方法が変則的で、繰り出される技の性能にも癖のあるものが多い。また高速突進技や投げ技も持っており、アンチェインだけでも操作の選択肢が多い。
登場初期の技名は全てソウル・フラワー・ユニオンおよびその前身であるニューエスト・モデル、メスカリン・ドライヴの歌の題名を改変したものであったが、『XIV』では全ての技名がパロディ要素を廃したものに変更されている。
技名が複数併記されているものは、前者が『2001』、中者が『2002』と『NW』（2つのみの場合は『2001』『2002』『NW』共通）、後者が『XIV』での名称。

### 特殊技
センスレス チャター / ミドルスピン
中段回し蹴り。
アット ザ ウェイストランド / アット ウェイストランド / ヘビーニーアタック
空中からのニーアタック。

### 通常投げ
ゴーゴー フーテンガール / てきとーラッシュ
相手を掴み、フック・膝蹴り・アッパーの順で連続攻撃を浴びせる。
スターリット フィールド / シャドービヘッド
相手の後ろに回り込んで肩の上に飛び乗り、首元を掻き切る。
『XIV』では肩の上に飛び乗り延髄を蹴り飛ばす。

### 必殺技
レッドスカイ オブ ヤポネシア / レッドスカイ
突進して相手を足で挟み、吹っ飛ばす。
マッドマーダールーレット / マッドマーダー
少し発生の遅いコマンド投げ。成立後に追い打ちが可能だが、発生が遅い技であるため、実戦で使うには工夫が必要。

### アンチェインサークル必殺技
後述するアンチェインサークル（以下「UC」と表記）必殺技は、「UC始動技→UC技→特殊サークル技（※省略可能）→UCフィニッシュ技」という一連の流れとなっており、UC技を出すにはその前にUC始動技を発動する必要があり、UCフィニッシュ技を出すには、その前にUC技（もしくはUCから派生して出した特殊サークル技）を発動してなければ出すことができない。また、アンチェインサークル必殺技が1つヒットしても、その後の技が連続で繋がるわけではない（相手側は途中でのガード、反撃も可能である）。アンチェインサークル必殺技は全体的に相手のガードを揺さぶる技が多く（中段や下段判定の技が多い）、コマンド投げや移動投げ、移動技なども含まれているので、相手を混乱させる技としての機能は大変高い。また、必殺技扱いであるため、ゲージを溜める手段としても機能する。なお、『2002』で追加された特殊サークル技は省略が可能。
UC始動技
フォーマリスツ ブルー / アンチェイン・ロー
下段攻撃。『2001』では、この技から直接UC技に派生することができず、派生するには、後述の「シチズン オブ ワールド」か、「ウェルカム トゥ リュウグウ」を経由しなければならない。『2002』では単体のUC始動技に変更されている。
シチズン オブ ザ ワールド / シチズン オブ ワールド / アンチェイン・ヒール
中段攻撃。『2001』のみ、「フォーマリスツ ブルー」からの派生技であったが、『2002』以降は単体のUC始動技に変更された。
ウェルカム トゥ リュウグゥ
『2001』のみ使用。「フォーマリスツ ブルー」からの派生技の一つ。モーションは近距離立ち強パンチと同じ。
センスレス フィスツ / アンチェイン・トルネード
『2002』で追加。後ろ回し蹴り。
レプンカムイ / アンチェイン・ブロウ
飛び道具をかき消す技。相手が飛び道具を撃ってきた際にこの技を出してUC技に繋げると効果的。
ビヨンド ザ フレイムス / ビヨンド フレイムス / アンチェイン・ステップ
中腰で突進し、相手の後ろに回り込む攻撃判定の無い移動技。なお、この技から後述のUC技に派生するには、相手の後ろに回り込む前にUC技のコマンドを入力しなければならない。
UC技
UC技は、「(1)→(2)→(3)→(4)→(5)→(6)（(6)の後は(1)に戻る）」の順、もしくはその逆方向に繋げて出すことが可能で、この六つの繋ぎは最高1周、つまり6段目まで可能である（2周目に入ろうとして、6段目終了直後に1周目で最初に入力した技をまた入力しても、技が出ずそのまま終わる）。なお、この繋ぎの最中ならいつでもフィニッシュ技（もしくは特殊サークル技）に派生可能。なお、『2001』のみ、(1)と(4)からフィニッシュ技に派生するには、6つのUC技1周の最後（UC技6段目）に出していないとフィニッシュ技に派生できない。(1)からフィニッシュ技に派生したい場合は(2)から始めて、前述の法則の通りに繋げ、(4)からフィニッシュ技に派生したい場合は(3)から始めて同じように法則にしたがって繋げる。
(1) バイバイ リュウグゥ / サークル・アッパー
その場でアッパーカットを繰り出す。
(2) インポテント シンプトム / サークル・アサルト
下段判定のキックを繰り出す。
(3) バギー アンド コフィン / サークル・ハンマーブロウ
一歩踏み込んで中段判定のパンチを繰り出す。
(4) シェルター フロム ザ ストーム / シェルター フロム ストーム / サークル・ハイ
その場で上段のキックを出す。
(5) ア トレイン トゥ シー チェリーブロッサムズ / トレイン トゥ シー チェリーブロッサムズ / サークル・アンダーブロウ
一歩踏み込んでの下段パンチ。
(6) ウィズ ア ランプ フォー ザ パスウェイ / ウィズ ア ランプ フォー パスウェイ / サークル・ソバット
飛び上りながら中段判定のキックを繰り出す。
特殊サークル技
オーマガトキ / サークル・フェイント
『2002』で追加されたスピンジャンプ。攻撃判定はないが、全身無敵になる。この状態からUCフィニッシュ技を発動可能。
UCフィニッシュ技
クラウン アンダー ザ スカイ / クラウン アンダー スカイ / フィニッシュ・ラリアット
しゃがみこんだ後、アッパーを繰り出す。ヒット後に追い打ち可能。
ステート オブ ヒートヘイズ / フィニッシュ・ローリング
中段攻撃。
ア フルムーン イブニング / フルムーン イブニング / フィニッシュ・ストレート
ガード不能のパンチを繰り出す。技の発生は遅めである。
レッドスカイ オブ ヤポネシア
UCフィニッシュ版の「レッドスカイ オブ ヤポネシア」。性能は同名の通常必殺技と同じである。『2002』ではこのUCフィニッシュ版は削除され、通常必殺技版のみとなった。
ライド ユア サイクル
『2001』のみ使用。移動投げ技。
ア ガーデン トゥ プレイ ウィズ ゴースツ
『2001』のみ使用。バックステップしてその場でコマンド投げを出す。
コズミック フーテン スイング / フィニッシュ・ネックカッター
『2002』で追加。相手の頭に掴み掛かり、相手の首を、隠し持っているカッターらしきもので斬る移動投げ技。対地上の投げ技であるため、空中の相手を掴むことはできず、相手はジャンプでかわすことが可能。
ロスト ホームランド / フィニッシュ・グラップキック
『2002』で追加。コマンド投げ。
ビヨンド フレイムス / アンチェイン・ステップ
『2002』で追加。UCフィニッシュ版の「ビヨンド フレイムス」。性能はUC始動技版のそれと同じである。フィニッシュ技であるにもかかわらず、始動技版同様、この技の後にはUC技に派生することが可能。

### 超必殺技
ロイヤリティー テスト フォー ザ リベラリスツ / ロイヤリティー テスト フォー リベラリスツ / レアルレイヴ
上記で紹介しているUCフィニッシュ技の一つで、他のUCフィニッシュ技同様、UC技から派生してのみ発動可能。突進して乱舞を決める。『2002UM』では単発でも出せるようになった。
ザ アナイデンティファイド ビクテム コンシャスネス
『2001』のみ使用。飛び道具以外の相手の打撃技を取れる当て身投げ。空中技を取った場合と、地上技を取った場合とで演出が変化する。
ウィンズ フェアグラウンド / ブルーマンデー パレード
『2002』から使用。『2001』で使用していた「ザ アナイデンティファイド ビクテム コンシャスネス（以下、ビクテム コンシャスネス）」に取って代って追加された、飛び道具以外の打撃系の攻撃を取れる当て身投げ。両方ともコマンドが同じだが、地上攻撃を取った場合は左記の「ウィンズ フェアグラウンド」に、空中攻撃を取った場合は右記の「ブルーマンデー パレード」となる。なお、「ビクテム コンシャスネス」とは異なり、MAX超必版のみしか存在しない。
サヴァイヴァース バンケット
前述の「ブルーマンデー パレード」成立時に限り、発動できるMAX2。左右に素早く回り込んだ後に全体重を乗せた強烈なエルボードロップを叩き込む。派生技のため、ゲージを消費することはない。『2002UM』では単発で出せるダウン追撃技に変更されているが、他のダウン追撃技に比べタイミングはシビア。
元ネタはプロレスラーザ・ロックの必殺技「ピープルズ・エルボー」で、発動時の台詞も彼の決め台詞をオマージュしている。
ブルーマンデーカウンター
『XIV』から使用。上記の「ブルーマンデー パレード」と「サヴァイヴァース バンケット」を統合した当て身投げで、成立時は自動的にエルボードロップまで派生する。
アセンションタイム
『XIV』から使用するCLIMAX超必殺技。踵落としで転倒させた相手を引き起こした後、連続で打撃を叩き込み、最後に相手の顔面を胸に押し付けてからネックブリーカードロップで叩きつける。

## 声優
- 冨永みーな（『2001』）
- 新谷真弓（『2002』、PS2版『NEOWAVE』、『2002UM』）
- 小椋美輝（『XIV』以降の関連作品）

## 関連人物
- K9999 / クローネン・マクドガル - 『KOF2001』『KOF2002』でのチームメイト。親友かつ相棒的存在であり、『KOF XIV』以降は一時的に別れていたが、『KOF XV』で再会する。
- クーラ・ダイアモンド - 『KOF 2001』『KOF 2002』『KOF 2002UM』でのチームメイトだったが、後に裏切ってフォクシーに重傷を負わせたことで敵対関係となる。『KOF XV』で再びアンヘルとチームメイトになる。
- フォクシー - 『KOF 2001』『KOF 2002UM』でのチームメイトだが、後に裏切って重傷を負わせた。
- ラモン - 『KOF XIV』でのチームメイト。実は「ネスツの関係者」という裏設定があった。
- キング・オブ・ダイナソー - 『KOF XIV』でのチームメイト。
- シルヴィ・ポーラ・ポーラ - 元ネスツ構成員。「ポンコツ」と彼女を見下している。